# Валутен съвет
Валутният съвет, наричан по-често неточно валутен борд (англ. currency board), също и паричен съвет, е орган за парична политика, както и неговата система, при която дадена парична единица е обменяема при фиксиран валутен курс спрямо друга парична единица. В най-честия случай това означава, че тя е напълно обезпечена с активи в съответната твърда валута. Златният стандарт е подобна система, при която стойността на паричната единица е фиксирана към дадено количество злато.

## История
Валутният съвет е изобретение на Британската империя – първият валутен съвет е въведен на остров Мавриций през 1849 г. До днес е имало над 70 валутни съвета, предимно в британските колонии и в някои други малки страни и територии. Целта на установяването им е да се предостави стабилна и конвертируема валута (в случаите на британските колонии това е британската лира) без да се поемат разходите при замяна на националните пари с чужди банкноти и монети. Обикновено след извоюване на независимостта на колониите валутните съвети са прераствали в централни банки. В Европа валутни съвети е имало в Естония (1992) и Литва (1994) . Естония практически излиза от валутен съвет през 1999 г., анализирайки резултата от прилагането му, като го „модифицира“. Тя започва свободно да емитира национална валута, без да се съобразява с валутните си резерви, като успява да съхрани фиксирания си курс до влизането си в Еврозоната. Подобна е ситуацията и с Литва.
Валутният съвет има два основни фактора влияещи върху макро-рамката на финансовата система, в която се прилага. За да си набави необходимите и валутни резерви съответната страна трябва или да изнася продукция, или да вземе назаем необходимата валута. Освен преките загуби от използване на чужда валута в обращение, дефицитът на финансов ресурс позволява навлизането на чужди финансови ресурси във финансовата система при изключително неизгодни за страната условия. Така на практика лихвите в страните с валутен съвет са значително по-високи от лихвите в страната на използваната валута. Парите стават „скъпи“, стимулира се натрупването вместо инвестирането им. Потреблението спада, банките започват да натрупват депозити, икономиката започва да се свива, бизнесът губи пазари поради намалена конкурентоспособност, икономиката изпада в рецесия.

## Институция
Валутният съвет е институция, която има няколко основни характеристики:
- задължен е да купува и продава неограничено чужда валута (т.нар. резервна валута – например щ. долар, евро) срещу местна валута в брой или по банков път по фиксиран валутен курс;
- поддържа валутен резерв, който покрива парите в обращение (т.нар. паричен агрегат М0) (т.е. въвежда пълна конвертируемост);
- не отпуска кредити на правителството;
- не провежда монетарна политика на пазара – не извършва операции на открития пазар, не определя целеви лихвени проценти, не отпуска рефинансиране, не купува или продава валута по свое желание (валутният съвет купува и продава валута само при поискване от граждани, фирми или банки);
- валутният резерв се инвестира в нискорискови и ликвидни активи, деноминирани в резервната валута;
- няма ограничения за външнотърговски и международни капиталови трансфери.

Задължението на валутния съвет да обменя неограничено резервната валута срещу местна валута и обратно означава, че страната възприема монетарната политика на страната с резервната валута. Съответно лихвените проценти и инфлацията в страната с валутен съвет следват и зависят от лихвите и инфлацията в страната на резервната валута (САЩ – ако резервната валута е щатски долар, Еврозоната – ако резервната валута е евро). По тази причина за резервна валута обикновено се избира стабилна валута, използвана за международни разплащания.

## В България

### Предпоставки
Проблемите в управлението на страната, възникнали поради стремежа на предходното правителство на БСП, оглавявано от Жан Виденов, едновременно да запази работните места (като не закрива губещи предприятия), да изплаща външния дълг и да контролира валутния курс, се задълбочават до степен на икономическа криза. Правителството е изправено пред перспективата от повторно, след мораториума на кабинета на Андрей Луканов през 1990 г., прекратяване на плащанията по външния дълг. Това от своя страна предизвиква политическа криза, довела до масови протести в цялата страна и оставка на правителството през декември 1996 г.
Според тогавашния вицепремиер Румен Гечев, въвеждането на валутен съвет е подготвено още от правителството на Жан Виденов, но не получава политическа подкрепа заради финансовите интереси на „олигарси“.
Поради системната неспособност на българските правителства да управляват ефективно публичните финанси Международният валутен фонд се съгласява да окаже помощ на правителството само при условие да се въведе валутен съвет. Преговорите започват през есента на 1996, но окончателно решение взема едва служебното правителство на Софиянски през пролетта на 1997 г.

### Въвеждане
След политическата криза в началото на 1997 г. и проведените избори валутният съвет е въведен на 1 юли 1997 г. със Закона за Българската народна банка, приет на 5 юни 1997 г. Функциите на институцията валутен съвет са поети от Управление „Емисионно“ на Българската народна банка.
Законът фиксира обменния курс на българския лев на 1000 лева за 1 германска марка. (След въвеждането на еврото през 1999 г. курсът е 1955,83 лева за 1 евро, което след деноминацията на лева на 5 юли същата година става 1,95583 лева за 1 евро.)

### Последици
С въвеждането на валутния съвет в България започват да навлизат чуждестранни финансови инвестиции. Това предизвиква сериозен икономически подем. Някои основни показатели преди и след въвеждането на валутния съвет са:
| Показател (средногодишно) | 1990 – 1997 | 1998 – 2002 |
| ------------------------- | ----------- | ----------- |
| Инфлация                  | 210%        | 5,7%        |
| Ръст на БВП               | −4,6%       | 4,1%        |
| Ръст на инвестициите      | −8,8%       | 20%         |
| Бюджетен дефицит          | −6,3%       | −0,1%       |
| Държавен дълг/БВП         | 168%        | 75%         |

Сред резултатите от въвеждането на валутния съвет трябва да се открои намаляването на инфлацията до 13% към средата на 1998 и до 1% към края на същата година, а валутният резерв се увеличава от по-малко от 800 милиона на над 3 милиарда щатски долара. Основният лихвен процент на БНБ от 200 в пиковите моменти на икономическата криза спада на 5,2% към края на 1998. Банковата система се стабилизира.